# Каноника-д’Адда
Каноника-д’Адда (итал. Canonica d'Adda) — коммуна в Италии, находится в регионе Ломбардия, в провинции Бергамо.
Население составляет 4158 человек (2008), плотность населения составляет 1311,67 чел./км². Занимает площадь 3 км². Почтовый индекс — 24040. Телефонный код — 02.
Покровителем коммуны почитается святой апостол и евангелист Иоанн Богослов, празднование 27 декабря.

## Демография
Динамика населения:

## Администрация коммуны
- Официальный сайт: http://www.comune.canonicadadda.bg.it/